# سامي بشير
سامي بشير لاعب كرة قدم سعودي و يلعب في مركز الظهير الأيسر .
كانت بداياته مع الهلال تم تنسيقه من الهلال و وقع مع نادي الحزم في عام 2008 و في عام 2014 وقع مع نادي الفيصلي و وقع في عام 2016 مع نادي نجران و بعدها لعب مع نادي الخلود .

## روابط خارجية
- سامي بشير على موقع قاعدة بيانات كرة القدم.إي يو (الإنجليزية)
- سامي بشير على موقع Soccerway.com (الإنجليزية)